# Menggala Sakti
Menggala Sakti is een bestuurslaag in het regentschap Rokan Hilir van de provincie Riau, Indonesië. Menggala Sakti telt 8497 inwoners (volkstelling 2010).